# دانشنامه آذربایجان شوروی
دانشنامه آذربایجان شوروی (ترکی آذربایجانی: Azərbaycan Sovet Ensiklopediyası، سیریلیک: Азәрбајҹан Совет Енсиклопедијасы) دانشنامه‌ای جهانی در ۱۰ جلد که در طول سال‌های ۱۹۷۶ - ۱۹۸۷ در باکو منتشر شده‌است. حجم اختصاص داده شده به موضوعات آذربایجان برنامه‌ریزی شده‌بود پس از اینکه ۱۰ جلد کتاب اصلی منتشر شد، به دلیل مشکلات سیاسی آن دوران که مصادف با فروپاشی شوروی و وضعیت دشوار اقتصادی همگام شده‌بود، بعد از جلد ۱۰اُم منتشر نشد.

## فهرست جلدها بر پایه تاریخ انتشار
1. جلد اول، ۱۹۷۶
2. جلد دوم، ۱۹۷۸
3. جلد سوم، ۱۹۷۹
4. جلد چهارم، ۱۹۸۰
5. جلد پنجم، ۱۹۸۱
6. جلد ششم، ۱۹۸۲
7. جلد هفتم، ۱۹۸۳
8. جلد هشتم، ۱۹۸۴
9. جلد نهم، ۱۹۸۶
10. جلد دهم، ۱۹۸۷